# 乌旺
乌旺（法語：Ouvans，法語發音：[uvɑ̃]）是法国杜省的一个市镇，属于蓬塔利耶区。

## 地理
乌旺（47°16'35"N, 6°29'2"E）面积5.2 平方千米，位于法国勃艮第-弗朗什-孔泰大區杜省，该省份为法国东部内陆省份，北起上索恩省，西接汝拉省，东部及东南部与瑞士接壤，东北部与贝尔福地区省接壤。
与乌旺接壤的市镇（或旧市镇、城区）包括：韦勒旺、塞尔万、拉南、桑塞、朗德雷斯。

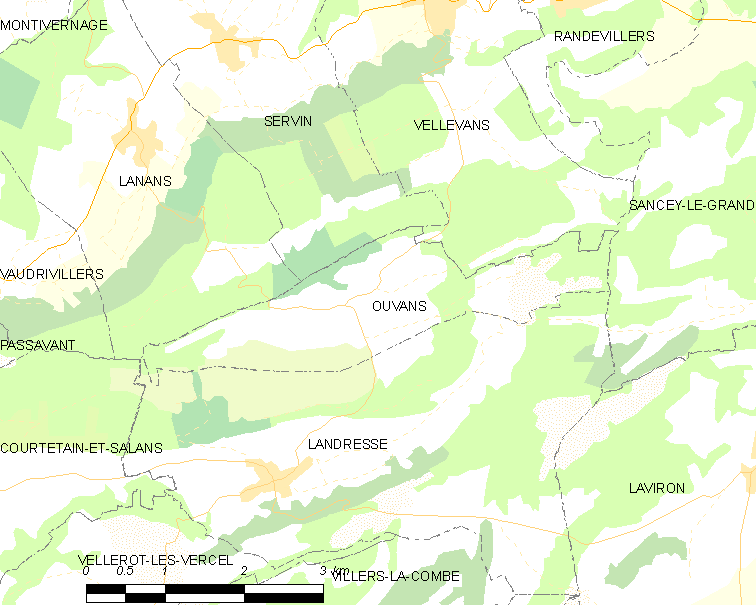
乌旺的OSM定位图

乌旺的时区为UTC+01:00、UTC+02:00（夏令时）。

## 行政
乌旺的邮政编码为25530，INSEE市镇编码为25441。

## 政治
乌旺所属的省级选区为瓦尔达翁县。

## 人口

1962-2008年间乌旺人口变化图示

乌旺于2022年1月1日时的人口数量为68人。